# رونسکین
در ریاضیات، رونسکین، دترمینانی است که به اسم ریاضیدان لهستانی ژوزف هونه رونسکی نام‌گذاری شده است و در معادلات دیفرانسیل و برای تعیین استقلال خطی چند تابع به کار می‌رود.

## تعریف
برای {\displaystyle n} تابع {\displaystyle f_{1}(x),\ f_{2}(x),\cdots ,\ f_{n}(x)} که دارای مشتق تا مرتبه {\displaystyle n-1} روی بازهٔ {\displaystyle I} هستند ، رونسکین (به انگلیسی: Wronskian determinant) آن‌ها با نماد {\displaystyle W[a_{0},\ a_{1},\ a_{2},\cdots ,\ a_{n}]} را به صورت تابعی از {\displaystyle x\in I} تعریف می کنیم که برابر با حاصل دترمینان ماتریس زیر است:
{\displaystyle W[f_{1},\ldots ,f_{n}](x)={\begin{vmatrix}f_{1}(x)&f_{2}(x)&\cdots &f_{n}(x)\\f_{1}'(x)&f_{2}'(x)&\cdots &f_{n}'(x)\\\vdots &\vdots &\ddots &\vdots \\f_{1}^{(n-1)}(x)&f_{2}^{(n-1)}(x)&\cdots &f_{n}^{(n-1)}(x)\end{vmatrix}}}
در صورت ناصفر بودن مقدار رونسکین در بازه {\displaystyle I}، توابع {\displaystyle f_{1}(x),\ f_{2}(x),\cdots ,\ f_{n}(x)} در آن بازه مستقل خطی هستند.
اشتباه رایج آن است که W = 0 در یک بازه به معنای وابستگی خطی است. در حالی که جوزپه پینو در سال ۱۸۸۹ با اشاره به دو تابع x2 و |x|x نشان داد که رونکسین این دو تابع در همه نقاط برابر صفر است اما در هیچ همسایگی ۰ وابسته خطی یکدیگر نیستند.